# Рива ди Кавола (Ређо Емилија)
Рива ди Кавола је насеље у Италији у округу Ређо Емилија, региону Емилија-Ромања.
Према процени из 2011. у насељу је живело 16 становника. Насеље се налази на надморској висини од 483 м.